# أرلينيس سيرا
أرلينيس سيرا (بالإسبانية: Arlenis Sierra) (و. 1992  م) هي دراجة، من كوبا، ولدت في مانزانيلو، شاركت في ركوب الدراجات في الألعاب الأولمبية الصيفية 2016.

## سباقات أو مراحل فاز بها
| التاريخ        | السباق                                                                             | المركز                                                                                          |
| -------------- | ---------------------------------------------------------------------------------- | ----------------------------------------------------------------------------------------------- |
| 21 مارس 2012   | Grand Prix Grand Saint Bernard 2012                                                |                                                                                                 |
| 24 يونيو 2012  | سباق الطريق للسيدات في بطولة كوبا لسباق الدراجات 2012                              |                                                                                                 |
| 25 يونيو 2014  | سباق الطريق ضد الساعة للسيدات في بطولة كوبا 2014                                   |                                                                                                 |
| 28 يونيو 2014  | سباق الطريق للسيدات في بطولة كوبا لسباق الدراجات 2014                              |                                                                                                 |
| 19 يونيو 2015  | سباق الطريق ضد الساعة للسيدات في بطولة كوبا لسباق الدراجات 2015                    |                                                                                                 |
| 21 يونيو 2015  | سباق الطريق للسيدات في بطولة كوبا لسباق الدراجات 2015                              |                                                                                                 |
| 01 يناير 2016  | 2016 Vuelta Femenina Internacional a Costa Rica                                    |                                                                                                 |
| 15 يناير 2016  | 2016 Tour Femenino de San Luis                                                     |                                                                                                 |
| 08 يونيو 2016  | سباق الطريق للسيدات في بطولة كوبا لسباق الدراجات 2016                              |                                                                                                 |
| 17 يوليو 2016  | طواف بريتاني فيمينين 2016                                                          |                                                                                                 |
| 01 يناير 2017  | 2017 Trofeo Oro in Euro                                                            |                                                                                                 |
| 01 يناير 2017  | 2017 Vuelta Femenina Internacional a Costa Rica                                    |                                                                                                 |
| 14 مايو 2017   | طواف أمجين كاليفورنيا للسيدات 2017                                                 | الأول في تصنيف أفضل شاب، الأول في تصنيف النقاط، الثالث في التصنيف العام، التاسع في تصنيف الجبال |
| 17 يونيو 2017  | سباق الطريق ضد الساعة للسيدات في بطولة كوبا لسباق الدراجات 2017                    |                                                                                                 |
| 18 يونيو 2017  | سباق الطريق للسيدات في بطولة كوبا لسباق الدراجات 2017                              |                                                                                                 |
| 06 مايو 2018   | سباق الطريق للسيدات في بطولة بان أميركان 2018                                      |                                                                                                 |
| 17 يونيو 2018  | سباق الطريق للسيدات في بطولة كوبا لسباق الدراجات 2018                              |                                                                                                 |
| 21 أكتوبر 2018 | سباق قوانغشي للسيدات 2018                                                          | الأول في التصنيف العام                                                                          |
| 26 يناير 2019  | Cadel Evans Great Ocean Road Race Women 2019                                       | الأول في التصنيف العام                                                                          |
| 21 يونيو 2019  | سباق الطريق ضد الساعة للسيدات في بطولة كوبا لسباق الدراجات 2019                    |                                                                                                 |
| 23 يونيو 2019  | سباق الطريق للسيدات في بطولة كوبا لسباق الدراجات 2019                              |                                                                                                 |
| 10 أغسطس 2019  | Course en ligne féminine aux Jeux panaméricains 2019                               |                                                                                                 |
| 08 سبتمبر 2019 | 2019 Giro della Toscana Int. Femminile – Memorial Michela Fanini                   | الأول في التصنيف العام، الأول في تصنيف النقاط، الثاني في تصنيف الجبال                           |
| 06 فبراير 2020 | 2020 Women's Herald Sun Tour                                                       | الأول في تصنيف النقاط، الثالث في التصنيف العام                                                  |
| 14 مايو 2021   | 2021 Navarre Women's Classic                                                       | الأول في التصنيف العام                                                                          |
| 29 أغسطس 2021  | 2021 Tour de Toscane féminin-Mémorial Michela Fanini                               | الأول في التصنيف العام، الأول في تصنيف النقاط، الثامن في تصنيف الجبال                           |
| 05 أكتوبر 2021 | 2021 Tre Valli Varesine Women's Race                                               | الأول في التصنيف العام                                                                          |
| 05 مايو 2022   | 2022 Vuelta Ciclista Andalucia (women)                                             | الأول في التصنيف العام، الأول في تصنيف النقاط، السادس في تصنيف الجبال                           |
| 15 مايو 2022   | Course en ligne féminine aux championnats panaméricains de cyclisme sur route 2022 | الأول في التصنيف العام                                                                          |
| 24 سبتمبر 2023 | سباق الطريق للسيدات في بطولة كوبا 2023                                             |                                                                                                 |
| 27 سبتمبر 2023 | سباق الزمن على الطريق للسيدات في بطولة كوبا 2023                                   |                                                                                                 |
| 20 يناير 2024  | 2024 Trofeo Felanitx–Colònia Sant Jordi                                            |                                                                                                 |
| 18 يونيو 2024  | سباق الزمن على الطريق للسيدات في بطولة كوبا 2024                                   |                                                                                                 |
| 19 يونيو 2024  | سباق الطريق للسيدات في بطولة كوبا 2024                                             |                                                                                                 |

## روابط خارجية
- أرلينيس سيرا على موقع الاتحاد الدولي للدراجات (الإنجليزية)
- أرلينيس سيرا على موقع أرشيف الدراجات (الإنجليزية)
- أرلينيس سيرا على موقع إحصائيات الدراجات الإحترافية (الإنجليزية)
- أرلينيس سيرا على موقع نسبة الدراجات (الإنجليزية)
- أرلينيس سيرا على موقع CycleBase (الإنجليزية)
- أرلينيس سيرا على موقع أوليمبيديا (الإنجليزية)